# Alfredo Carricaberry
Alfredo Carricaberry   (Departament de Colón, 8 d'octubre de 1900 - Buenos Aires, 23 de setembre de 1942) fou un futbolista argentí que jugava com a migcampista. Competí durant les dècades de 1920 i 1930.
A nivell de clubs jugà bona part de la seva carrera esportiva al San Lorenzo de Almagro (1919-1930), amb qui guanyà la lliga argentina de 1923, 1924 i 1927. El 1923 i 1927 també guanyà la Copa Aldao. També jugà a l'Huracán (1931-35) i Argentinos Juniors (1935-37).
Entre 1922 i 1931 va jugar dotze partits amb la selecció nacional, en què marxa quatre gols. Va ser membre de l'equip que va guanyar el Campionat Sud-americà de 1927 i el 1928 va ser seleccionat per disputar els Jocs Olímpics d'Amsterdam, on l'equip argentí guanyà la medalla de plata en la competició de futbol.